# HD 219912
HD 219912，又名CD-3415985，SAO 214459、HR 8871，是一颗恒星，视星等为6.37，位于銀經8.9，銀緯-69.21，其B1900.0坐标为赤經23h 14m 18.6s，赤緯-34° -69.21′ 15″。